# Epitaph für Albrecht von Wildenstein zu Breitenegg († 1532) und seine beiden Gemahlinnen

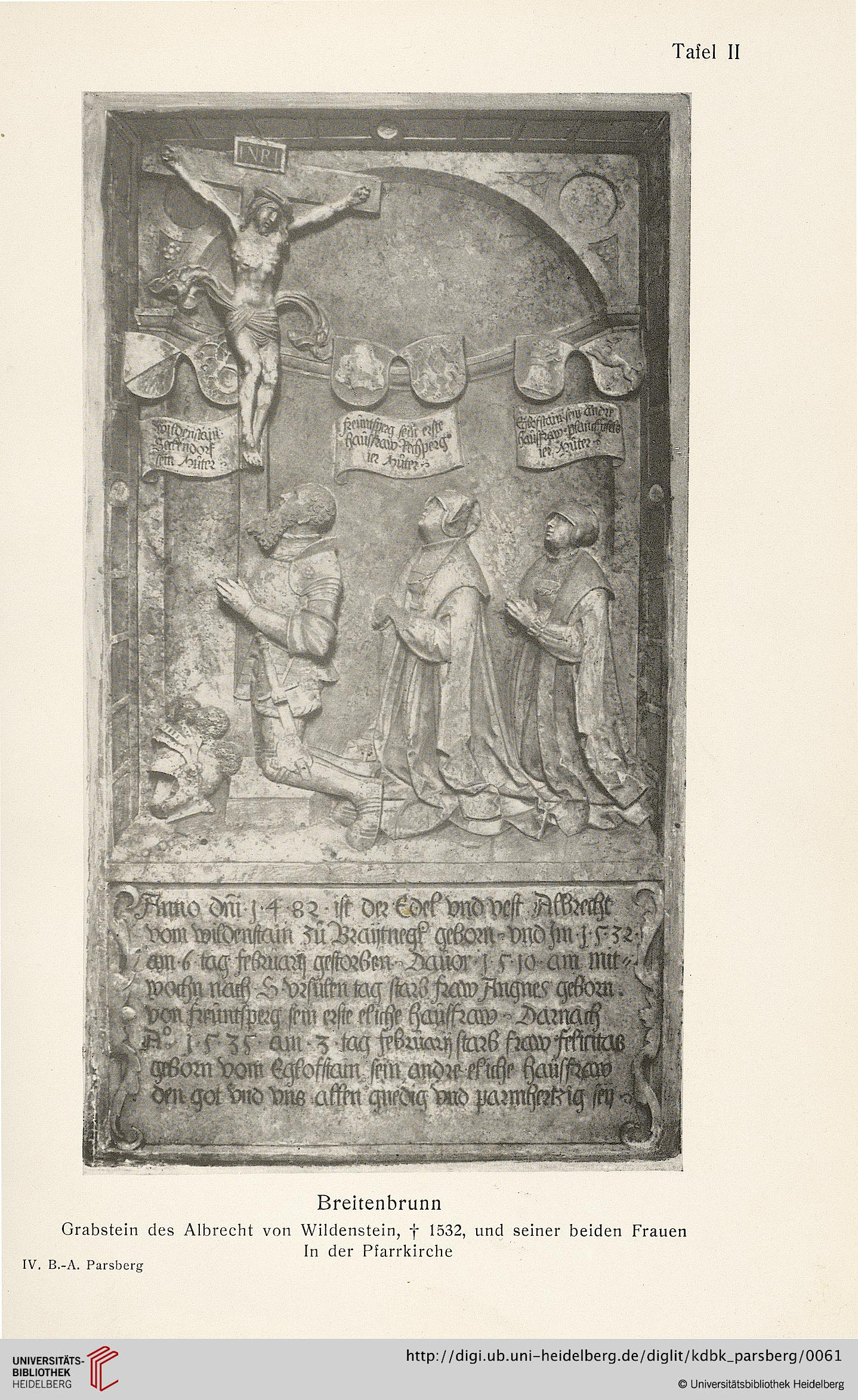
Das Epitaph um 1906 (Foto aus Die Kunstdenkmäler des Königreichs Bayern)

Das Epitaph für Albrecht von Wildenstein zu Breitenegg († 1532) und seine beiden Gemahlinnen in der katholischen Pfarrkirche Mariä Himmelfahrt  in Breitenbrunn, einer Gemeinde im Landkreis Neumarkt in der Oberpfalz in Bayern, wurde um 1532 von Loy Hering geschaffen. Das Epitaph aus Solnhofener Plattenkalk ist als Teil der Kirchenausstattung ein geschütztes Baudenkmal.
Auf dem 1,83 Meter hohen und einen Meter breiten Epitaph für Albrecht von Wildenstein (1482–1532) zu Breitenegg sowie seine beiden Gemahlinnen Agnes, geborene von Freundsberg († 1510) und Felicitas, geborene von Eglofstein († 1535) sind die Verstorbenen hintereinander vor dem Gekreuzigten kniend dargestellt.

Die Inschrift lautet: 

„Anno dni 1482 ist der Edel vnd vest Albrecht vom wildenstain zu Braytnegk geborn vnd Im 1532 am 6 tag februarij gestorben, Dauor 1510 am mitwochn nach S vrsulentag starb fraw angnes geborn von freuntsperg sein erste eliche hausfraw, Darnach A 1535 am 3 tag februarij starb fraw felicitas geborn vom Eglofstain sein andre eliche hausfraw den got vnd vuns allen gnedig vnd parmhertzig sey.“

Über den Verstorbenen sind ihre Ahnenwappen und Schrifttafeln mit Beschreibung der Wappen zu sehen.

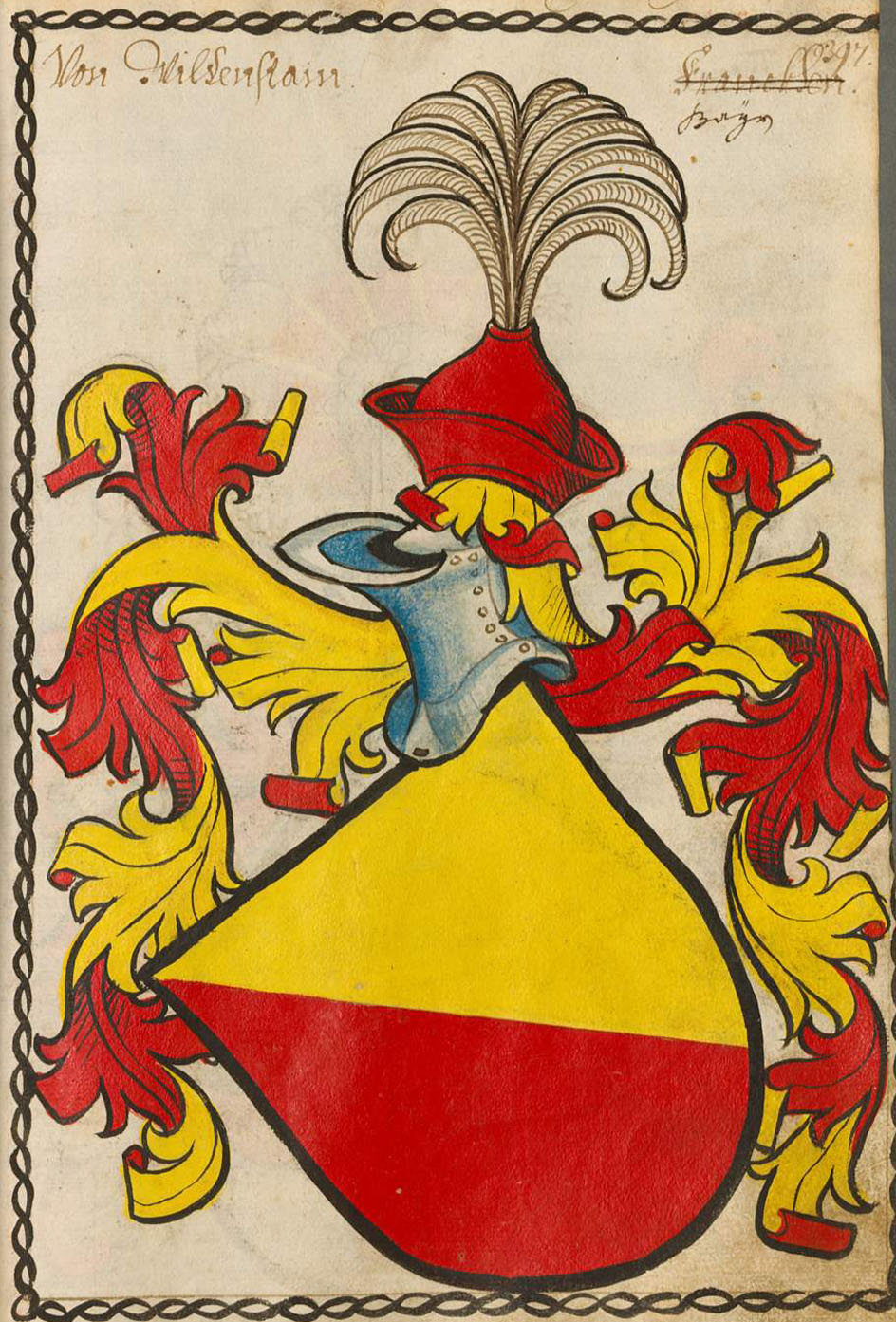
Wappen von Wildenstein im Scheiblerschen Wappenbuch
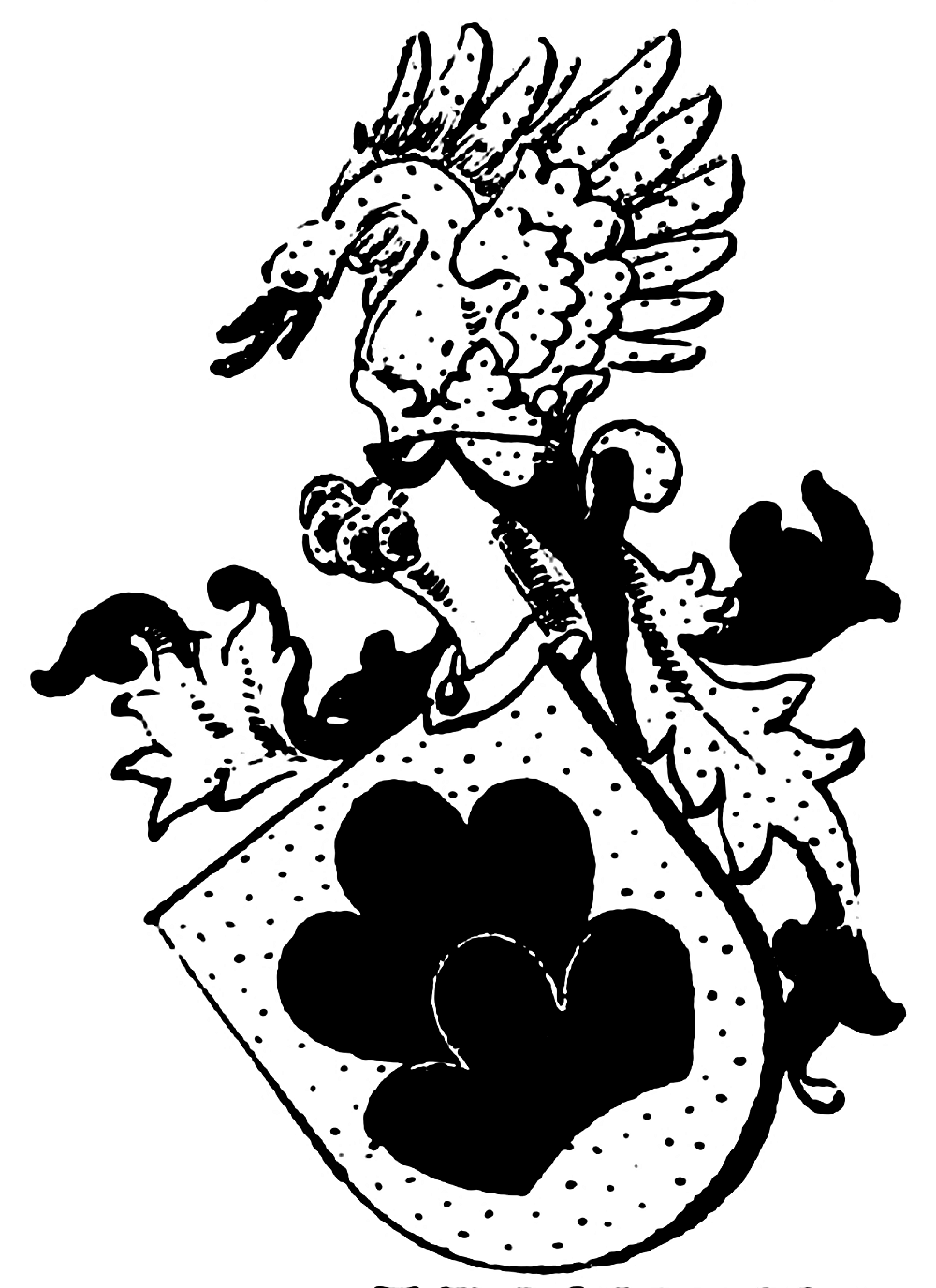
Stammwappen derer von Freundsberg
Stammwappen derer von Egloffstein